# Ede (Nederland)

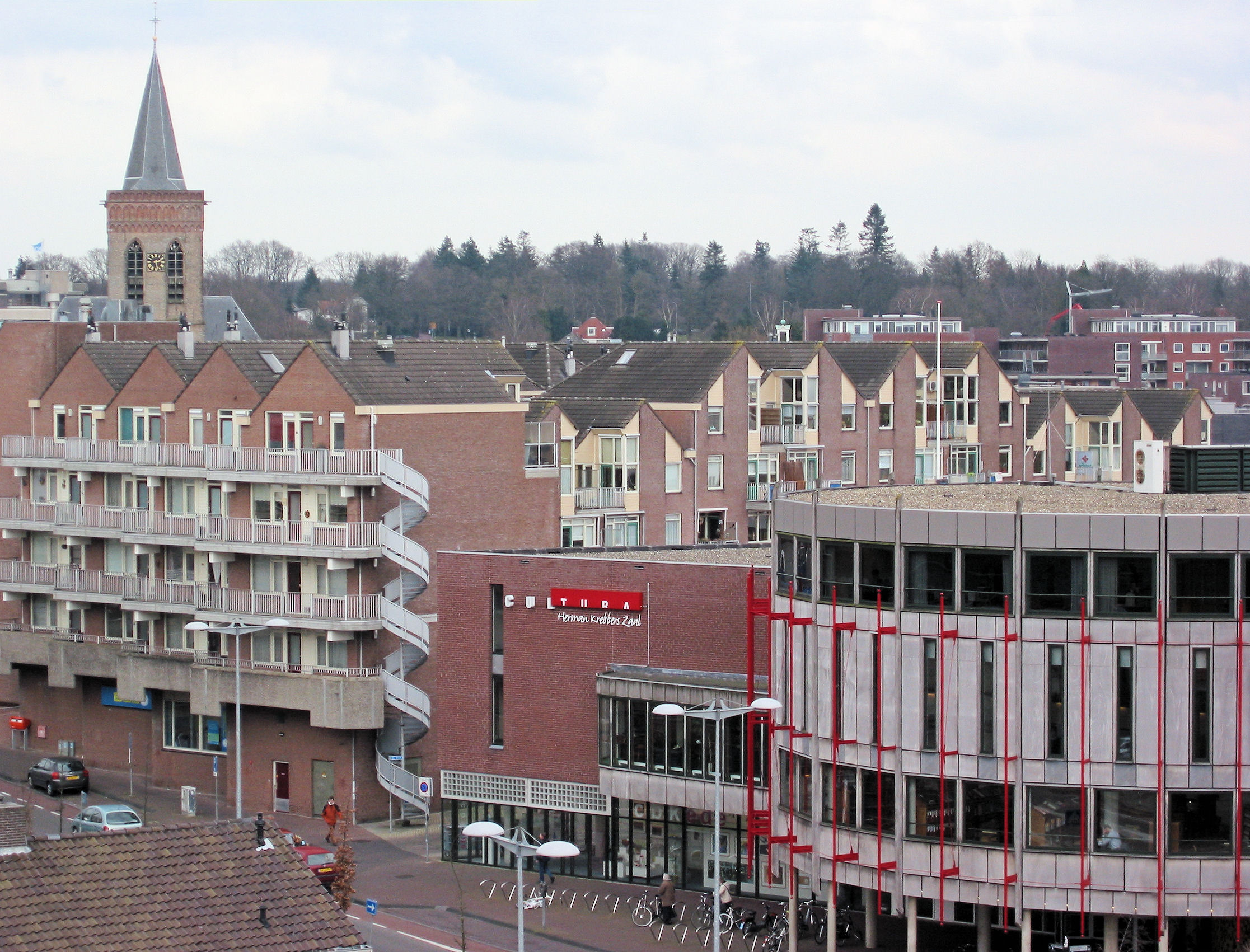
Ede Centrum gezien vanuit de Concordiamolen

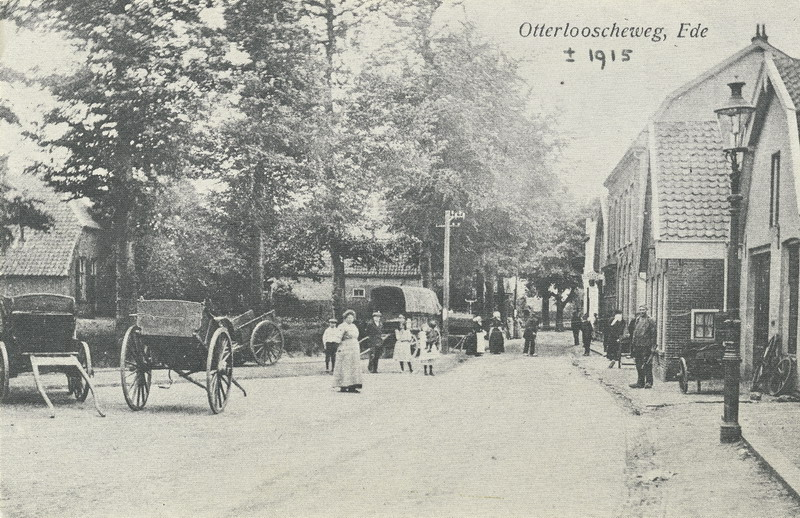
Otterloseweg Ede ca. 1915

Ede (uitspraakⓘ; Nedersaksisch: Ee) is een middelgrote stad in de Nederlandse provincie Gelderland, gelegen op de westflank van de Veluwe en in de zuidelijke Gelderse Vallei. Het is tevens de hoofdplaats van de gelijknamige gemeente. Op 1 januari 2023 telde de stad Ede 79.435 inwoners.
Ede staat bekend om de Slag om Arnhem. In de Tweede Wereldoorlog speelde de plaats een belangrijke rol vanwege de luchtlandingen van de geallieerde troepen in september 1944, als onderdeel van Operatie Market Garden. Jaarlijks trekt de herdenking van de luchtlandingen op de Ginkelse Heide duizenden bezoekers naar Ede.

## Geschiedenis
De geschiedenis van Ede is nauw verbonden met die van het landgoed Kernhem. De graven van Gelre bouwden van de 12e tot en met de 14e eeuw diverse versterkingen langs de grenzen met het Sticht Utrecht. De burcht Kernhem was er een van. In 1426 werd Udo de Booze (ook geschreven als Udo den Boese) als leenman van Kernhem aangesteld door de toenmalige hertog van Gelre Arnold van Egmont. Nadat de leengoederen erfelijk werden, kwam Kernhem in handen van de families Van Arnhem, Van Wassenaer Obdam en later Van Heeckeren van Wassenaer en Bentinck. Uit deze families zijn diverse bestuurders uit het verleden van Ede afkomstig.
In de zeventiende eeuw werd Ede geteisterd door de Spanjaarden onder aanvoering van Hendrik van den Bergh tijdens de Inval van de Veluwe in 1624. Vijf jaar later, tijdens een tweede inval onder leiding van Van den Bergh en Ernesto Montecuccoli, werd dit nog eens herhaald.
In 1783 kwamen bij een dysenterie-epidemie circa 108 mensen om. Een relatief hoog aantal, aangezien Ede in die tijd slechts ongeveer 600 inwoners had.
Tijdens de Eerste Wereldoorlog bevond zich op de Edese heide een groot vluchtelingenkamp voor Belgische vluchtelingen. Het bestond van 1915 tot en met 1918. Het werd in 1918 afgebroken en de bouwmaterialen werden hergebruikt voor de vele beschadigde gebouwen in België. Ter nagedachtenis staat er nog het Belgenmonument.
Op 6 augustus 1925 ontplofte er in de ENKA-fabriek een zuurstofapparaat. Drie mensen stierven bij deze ontploffing en er vielen zeker tien gewonden.

### Tweede Wereldoorlog
In de Tweede Wereldoorlog zijn tijdens Operatie Market Garden geallieerde militairen op de Ginkelse Heide bij Ede geland. Vanaf daar zijn ze, vechtend tegen de Duitsers, naar Arnhem getrokken. Elk jaar in september wordt dit herdacht door parachutespringen boven de heide. De parachutisten worden onder andere uit nog operationele Tweede Wereldoorlog-vliegtuigen gedropt. Dit evenement trekt vanuit de wijde omgeving een groot publiek. Er zijn zelfs veteranen uit Groot-Brittannië bij aanwezig. Tot en met 2006 sprongen er ook nog veteranen, vaak al op hoge leeftijd. Voorafgaand aan de luchtlanding werd er op 17 september 1944 een bombardement op Ede geplaatst. Hierbij verloren 69 burgers het leven.
Van de Joden die aan het begin van de oorlog in de gemeente Ede woonden, wordt geschat dat 52 van de 89 de oorlog overleefden. Dit relatief hoge percentage (60 procent) zou volgens de schrijvers van het boek Ede 1940-1945 te verklaren zijn omdat het in een plattelandsgemeente makkelijker is hulp te vinden en het risico gepakt te worden kleiner was in vergelijking met de grote steden. In het eerste jaar van de oorlog steeg het aantal Joden snel. Ten tijde van de registratieplicht in januari 1941 werden 125 mensen als (gedeeltelijk) Joods geregistreerd. Het ging grotendeels om gezinnen en alleenstaanden uit het westen van het land die mogelijk hoopten te ontkomen aan de tegen hun gerichte maatregelen. Veel van de vluchtelingen waren bekend met de regio en hadden contacten. Met name Bennekom genoot in de decennia voor de oorlog een zekere naam als vakantiebestemming, waardoor het een logische plek was om naar uit te wijken. In april 2012 werd aan de Vossenakker een monument voor de Joodse bevolking onthuld, waarop de namen van 50 omgekomen Joden staan die in Ede geboren zijn of daar lange tijd hebben gewoond.

#### Monumenten

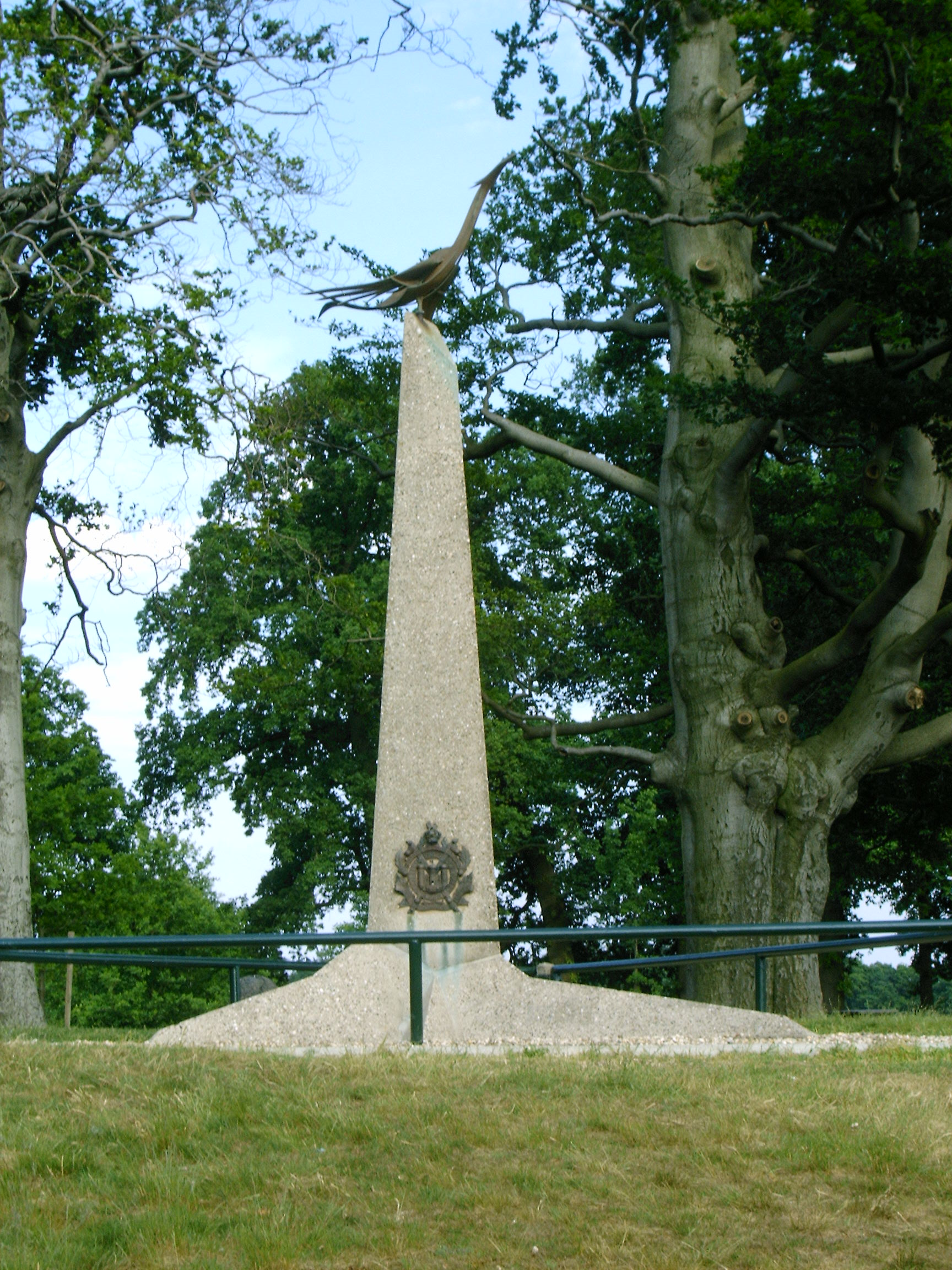
Airborne-monument op de Ginkelse Heide

Er staan verschillende monumenten ter nagedachtenis aan de Tweede Wereldoorlog in Ede:
- Airborne-monument
- Erebegraafplaats Ede
- Het Bevrijdingsmonument
- Het Bevrijdingsplein met het kunstwerk On The Rocks, dat verwijst naar de bevrijding van Ede op 17 april 1945 door de Britse Polar Bear Division.[4]
- Plaquette op de Oude Kerk
- Monument in het Openluchttheater
- Canadese tank op de Langenberg
- Plaquette voor het gevallen spoorwegpersoneel in Station Ede-Wageningen; ter nagedachtenis aan het gesneuvelde personeel van de Nederlandse Spoorwegen.
- Monument aan de Parkweg ter nagedachtenis aan de burgerslachtoffers van de bombardementen op 17 september 1944

### Economische ontwikkeling
De belangrijke economische prikkels voor de definitieve ontwikkeling van de woonkern Ede waren het aanwijzen van Ede als garnizoensstad aan het begin van de 20e eeuw en de vestiging van de kunstzijdefabriek Enka in 1922.
Grote delen van Ede zijn hierdoor ontstaan en zelfs in opdracht van de nieuwkomers gebouwd (het gebied rond de Klinkenbergerweg (woningen voor militairen), tuindorp Enka). De Enka-fabriek is in 2002 echter gesloten en Defensie is in 2010 uit Ede vertrokken.
Ondanks het vertrek van deze grote partijen is Ede een groeiende kern. Het oude centrum is na 2000 opgeknapt. De nieuwe Achterdoelen zorgde voor een opleving in het centrumgebied. Ondanks deze grootse renovatie en sanering is niet iedereen tevreden over het nieuwe centrum van Ede. Zo wordt het vaak beschouwd als kil en sfeerloos. De gemeente tracht hier wat aan te doen door extra groen te realiseren en de pleinen te reconstrueren. In dit verband is in 2017 een prijsvraag uitgeschreven voor de verbetering van het marktplein.
De laatste decennia zijn wijken als Veldhuizen, Maandereng en Rietkampen gebouwd. Actueel zijn de ontwikkeling en nieuwbouw bij Kernhem, waarmee de oversteek van de N224 een feit is geworden en de herontwikkeling van het centrum, de voormalige kazerneterreinen en het Enka-terrein.

### Kazernes
Aan de (zuid-)oostkant van het dorp bevonden zich twee grote kazernecomplexen, waar in totaal maar liefst zeven kazernes bij elkaar lagen.
De eerste twee kazernes werden vanaf 1904 gebouwd, de infanteriekazernes 1 en 2. Al in 1906 werd begonnen met nog twee kazernes, een voor de artillerie en een voor de cavalerie. In 1936 werd de vijfde kazerne gebouwd. Met de bouw van de twee laatste kazernes werd – onder invloed van de dreiging van de Tweede Wereldoorlog – begonnen in 1938. Een van die kazernes werd pas in 1940 onder Duitse leiding voltooid.

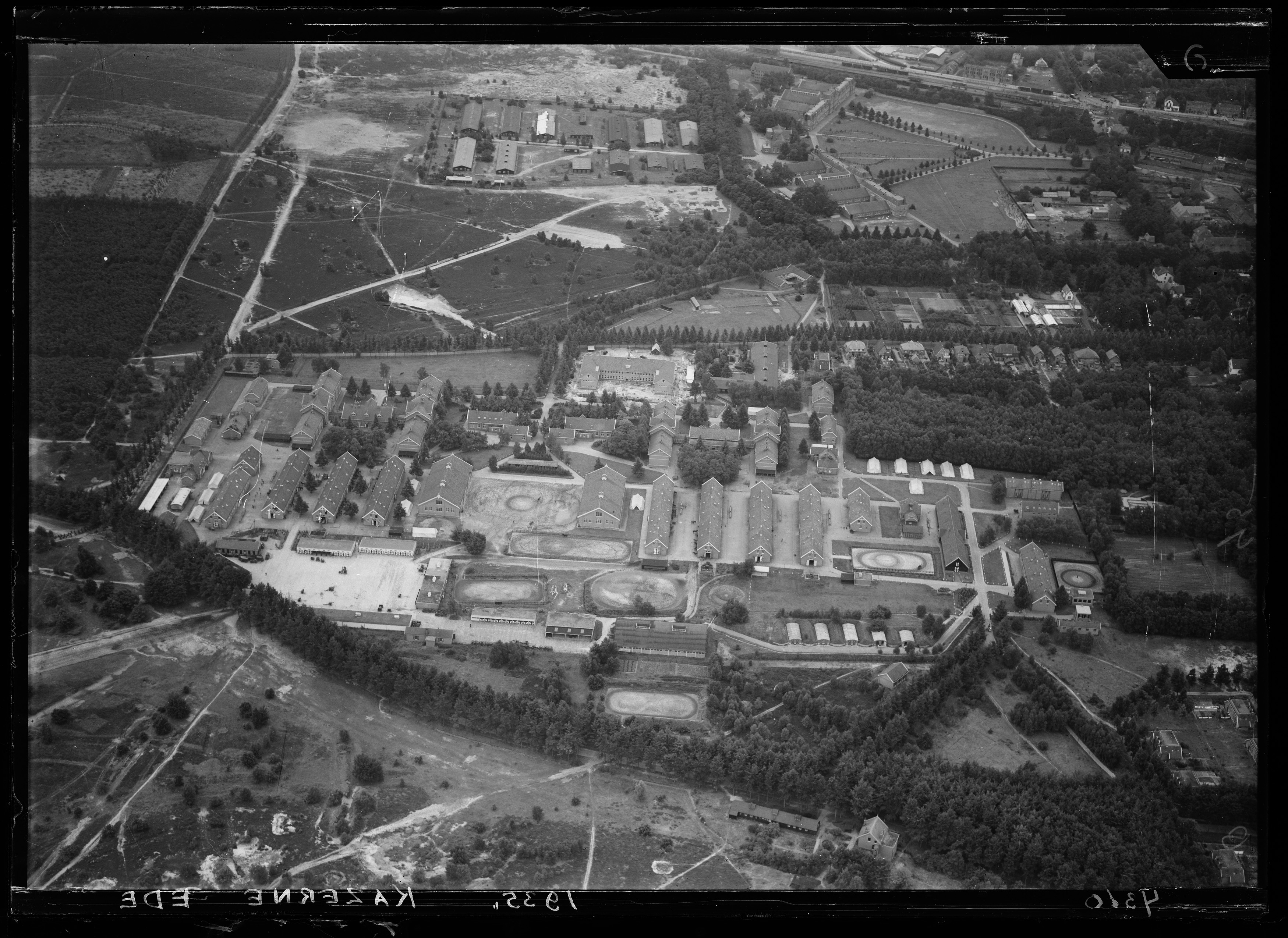
Luchtfoto van het kazernecomplex in 1935

In 1983 werden vijf kazernes functioneel samengevoegd in het Kazernecomplex Ede-West, dat bestond uit:
- Mauritskazerne, de oorspronkelijke infanteriekazerne 1;
- Johan Willem Frisokazerne, vanouds de infanteriekazerne 2;
- Van Essenkazerne, de oorspronkelijke artilleriekazerne;
- Arthur Koolkazerne, vanouds de cavaleriekazerne;
- P.L. Bergansiuskazerne uit 1936.

Vanaf 1994 gingen deze kazernes samen door het leven als de Prins Mauritskazerne.
De twee andere kazernes werden samengevoegd tot het Kazernecomplex Ede-Oost, bestaande uit de kazernes, waarvan de bouw begon in 1938:
- Elias Beeckmankazerne en
- Simon Stevinkazerne.

In de toptijd waren in de kazernes ongeveer vierduizend militairen gehuisvest.
In 2010 werden alle kazernes gesloten. Veel van de gebouwen hadden een monumentale status en zijn behouden. Een deel is tijdelijk verhuurd, aan bedrijven, buitenlandse werknemers en studenten.
Langzaam krijgt het grote terrein een nieuwe vorm, waarin veel woningen worden gebouwd in het kader van het project “Veluwse Poort”. In 2014 is in de Johan Willem Frisokazerne het "Akoesticum" gehuisvest, een oefencentrum voor podiumkunsten. Over de toekomst van markante elementen, zoals de "Stingerbol" (vlak bij Station Ede-Wageningen), wordt anno 2019 nog gediscussieerd. Begin 2019 is door gemeente Ede en de Provincie Gelderland besloten tot de realisatie van het World Food Center en het omwerken van de Mauritskazerne tot de World Food Center Experience, een educatieve attractie rond het thema Food.

## Indeling

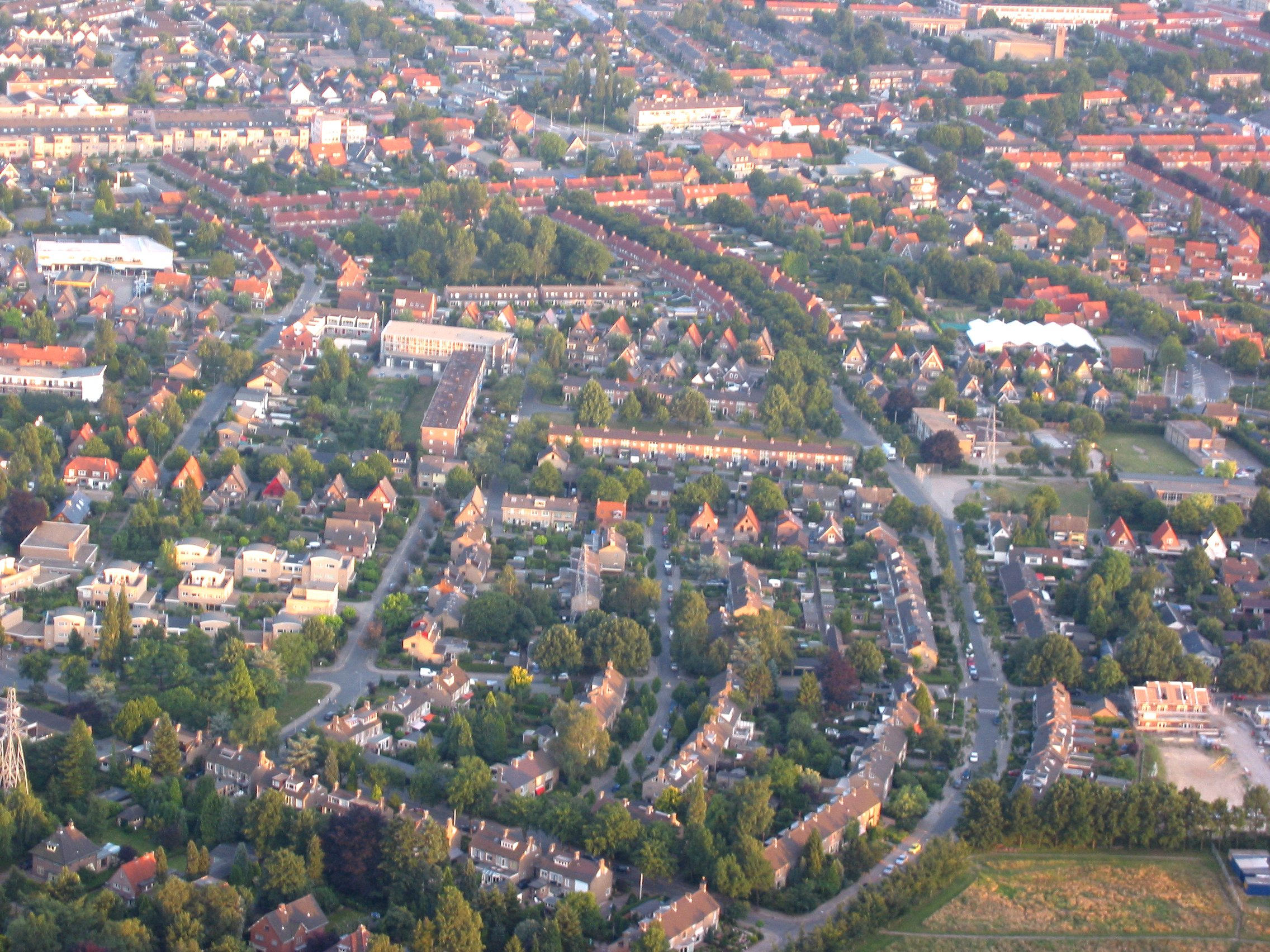
Ede-West (2003)

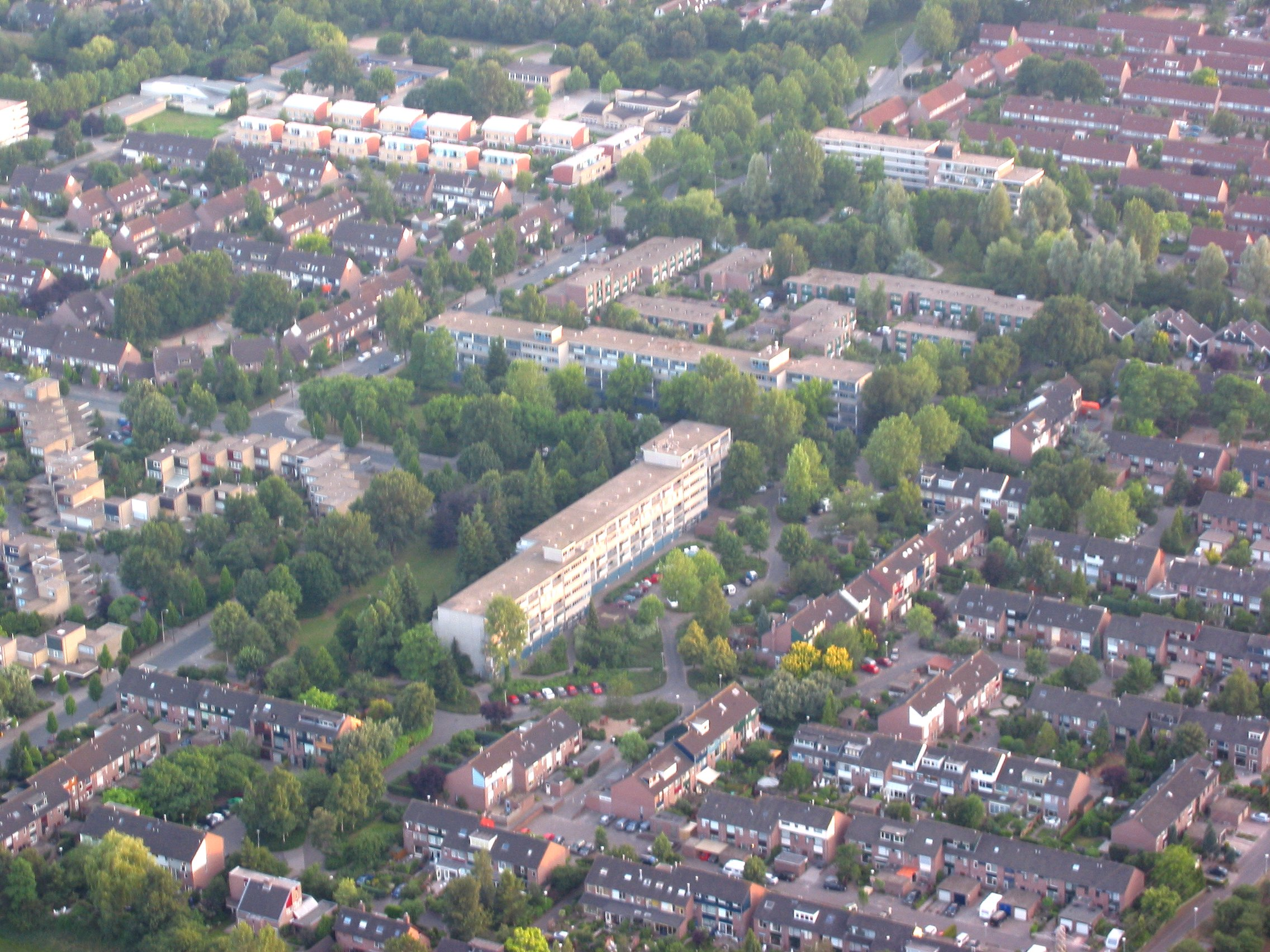
Ede Veldhuizen (2003)

### Wijken en buurten
- Ede-Oost
  - Bosrand
  - Centrum Ede
  - Stationsbuurt
  - Componistenbuurt
  - Burgemeestersbuurt
- Ede-West
  - Zeeheldenbuurt
  - Bloemenbuurt
  - Vogelbuurt
  - Indische Buurt
  - Beatrixpark
  - Klaphek
- Ede-Zuid
  - Hoogbouw-Zuid
  - Uitvindersbuurt
  - Enka
  - Reehorst
- Kernhem
  - De Venen en Zanden
  - De Bossen
  - De Bergen
- Maandereng
  - Elskamp
  - Maandereng-Oost
  - De Hoef
- Rietkampen
  - De Parken
  - De States
  - De Singels
  - De Dreven
- Veldhuizen
  - Veldhuizen-A
    - De Burgen
    - De Horsten
    - De Steinen

  - Veldhuizen-B
    - De Hoven
    - De Dalen
    - De Velden en Beken
- Veluwse Poort

### Industrieterreinen
- Frankeneng
- Heestereng
- Kievitsmeent
- De Vallei
- Ede-Noord
- Klaphek
- Reehorsterweg
- BTA12

### Sportterreinen
- Peppelensteeg
- Inschoten
- Hoekelumse Eng
- Bosrand

## Topografie
Topografisch kaartbeeld van Ede, september 2014. Klik op de kaart voor een vergroting.

## Verkeer en vervoer
Ede ligt aan de snelweg A12 (Arnhem-Utrecht) en aan de spoorlijn Utrecht-Arnhem. In juli 2004 is de snelweg A30 langs Ede doorgetrokken vanaf Barneveld tot de A12, waarmee de woonkern ontlast wordt en de bereikbaarheid van Arnhem en omgeving vanaf de A1 bij Amersfoort vergroot is.

### Bereikbaarheid over het spoor
Ede is gelegen aan de spoorlijn Utrecht – Arnhem. Het station in Ede is geopend op 16 mei 1845 als station Ede S.S. (Staats Spoorwegen), maar later is dit gewijzigd in Ede-Wageningen, zoals het nog steeds heet. Tevens ligt de plaats aan de spoorlijn richting Amersfoort Centraal. Deze spoorlijn heeft in de volksmond nog de naam "Kippenlijn", die voortkomt uit een vroegere functie. Deze lijn opende in 1901. Aan deze lijn heeft Ede nog een tweede station liggen, namelijk Ede Centrum. Vroeger had Ede nog een derde halteplaats op dit traject, station Ede-Gemeentehuis, maar deze is in 1937 opgeheven.

### Plannen voor het spoor
In de jaren 80 van de 20e eeuw werden de beide lijnen die door Ede lopen opgenomen in het plan Rail 21 van de NS. De spoorlijn Utrecht – Ede – Arnhem zou verbreed worden tot vier sporen en de Valleilijn richting Amersfoort Centraal zou hierbij tweesporig worden. Beide plannen zijn echter niet doorgegaan. De gemeente Ede had als grote wens dat de spoorlijn Utrecht – Ede – Arnhem verdiept zou worden aangelegd om de vermeende barrièrewerking van de spoorlijn op te heffen. Voormalig minister van Verkeer en Waterstaat Peijs zegde 40 miljoen euro toe voor dit project. In september 2010 werd bekend dat de verdieping niet doorging. De toegezegde 40 miljoen zou in plaats daarvan gebruikt worden voor de aanleg van enkele verkeerstunnels en het verder ontwikkelen van het stationsgedeelte. In mei 2016 heeft het project Spoorzone (een samenwerkingsverband van de gemeente Ede, NS en ProRail) een ontwerp voor een nieuw station Ede-Wageningen gepresenteerd. De sloop en nieuwbouw zou naar verwachting eind 2018 of begin 2019 beginnen. Die deadline werd niet gehaald. Het nieuwe station had in 2022 gereed moeten zijn, maar door problemen rond de aanbesteding was er in ieder geval een jaar vertraging opgelopen. Eind 2021 werd gestart met de bouw van het nieuwe station. Tijdens de bouw bleef het oude station volledig in bedrijf. Op 23 februari 2024 werd het nieuwe station Ede-Wageningen in gebruik genomen.

### Vliegverkeer
Ede heeft een helihaven genaamd: Lukkien Heliport. Deze ligt boven op het dak van Studio Lukkien en is privé, maar in overleg te gebruiken. Ook de firma Wikselaar in Harskamp beschikt over een helihaven, en ook over eigen helikopters. In de gemeente Ede ligt de voormalige militaire Vliegbasis Deelen. Rond 1910 had Ede nog een vliegveld, namelijk Vliegkamp Ede. De gemeente Ede zag hierin grote kansen voor de ontwikkeling van Ede en Lunteren.

## Bijzonderheden
- De Heideweek (laatste volledige week augustus)
- Doesburgermolen (halverwege Ede en Lunteren), Walderveense molen, De Hoop, de molen Concordia en De Keetmolen.
- De Gelderhorst, landelijk centrum voor oudere doven.
- Congrescentrum De Reehorst.
- NIZO food research.
- De gemeente Ede heeft sinds 2004 een gezamenlijk archief met Scherpenzeel: het gemeentearchief Ede en Scherpenzeel.
- Landgoed Kernhem.
- De Oxfam Novib Trailwalker wordt sinds enkele jaren gehouden in Ede. Het is het grootste team-wandelevenement van de wereld. Belangrijkste doel is om geld in te zamelen voor ontwikkelingslanden. Vanaf 2012 worden er extra veel evenementen en optredens gehouden, om ook van dit evenement een groot publiek te trekken, uit het hele land. In 2011 liepen er voor het eerst internationale teams mee, waaronder een team uit Hongkong.
- Sinds oktober 2017 is er in Ede een poppodium. Dit bevindt zich aan het Kuiperplein. Hier worden concerten, feesten en activiteiten voor hoofdzakelijk jongeren georganiseerd.

## Cultuur

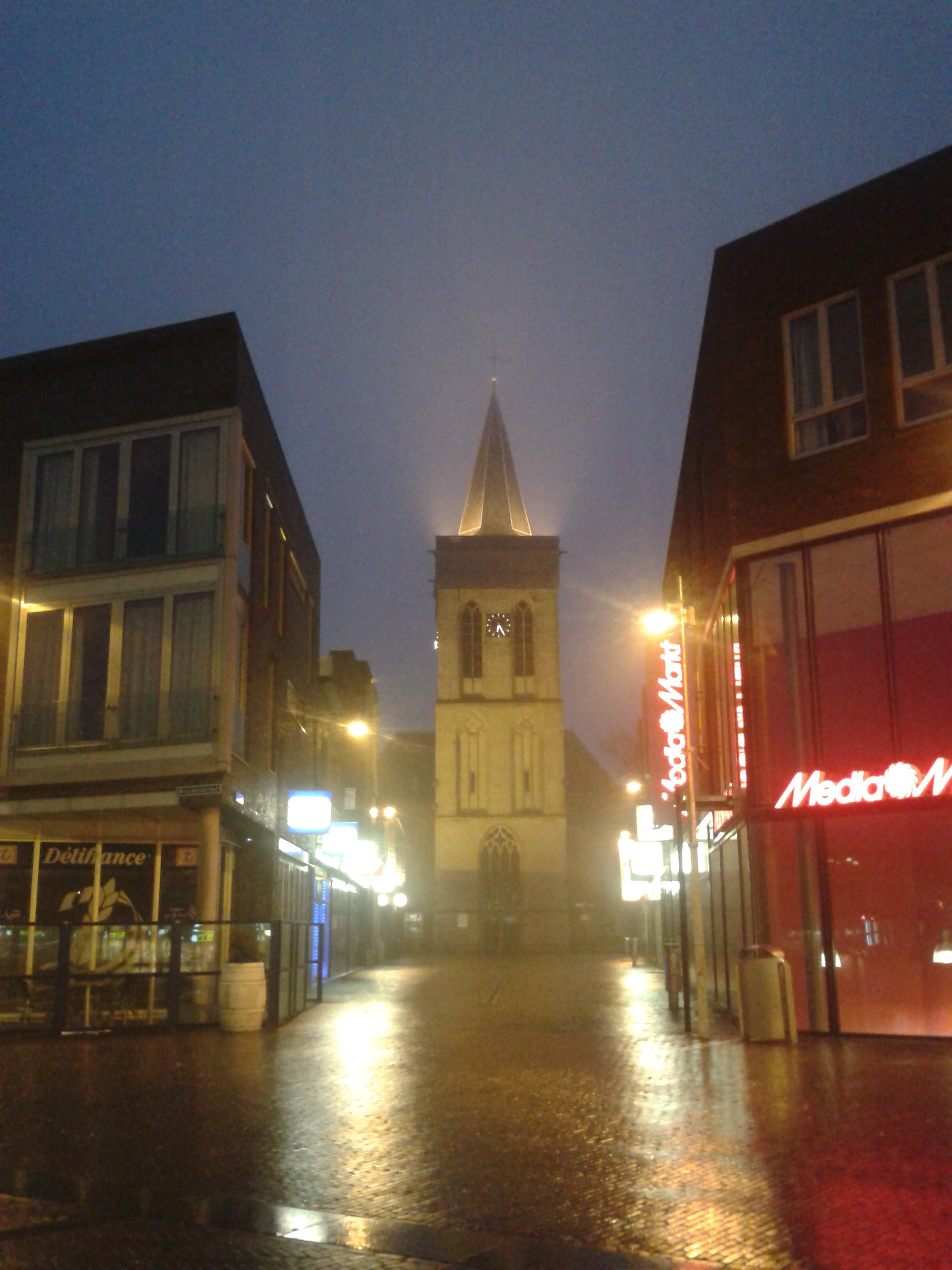
Toren van de Oude Kerk

### Culturele plaatsen
Een aantal belangrijke culturele plaatsen en congrescentra in Ede zijn:
- Cultura, cultuurcentrum met openbare bibliotheek, kunstuitleen en de Herman Krebberszaal
- Astrant, poppodium, concertzaal en creatieve broedplaats
- Pathé Ede, infotainmentcentre gebouwd in een geluidswal langs de A12 (voormalig CineMec)
- De Reehorst, theater en congrescentrum
- De Edesche Concertzaal
- Akoesticum
- Openluchttheater
- SEC, dramaproducties
- Belmont
- Nimac

### Musea
- Historisch Museum Ede

### Kerken
Ede staat bekend om haar veelheid en verscheidenheid aan kerken.

### Orkesten
- Het Edes Orkest
- de Harmonie
- Showband Irene
- Egerländer Kapel
- Decibel
- Muziekkorps Leger des Heils
- Original Veluwer Musikanten
- La Prunelle

### Scouting
- Jan Hilgersgroep
- Langenberggroep
- Pieter Maritzgroep
- Tarcisiusgroep

### Media
Het Edese medialandschap werd beheerst door twee uitgeverijen. De Persgroep gaf tot 2019 in de gemeente Ede het gratis huis-aan-huisblad De Edese Post uit. Het Barneveldse BDU geeft in de gemeente het gratis huis-aan-huisblad Ede Stad uit. Deze krant verschijnt op woensdag. In deze krant staan ook de gemeenteberichten. Verder is er de editie "De Vallei" van dagblad De Gelderlander, gericht op onder andere Ede.
Ook heeft Ede een eigen lokale omroep, die bestaat uit een radioafdeling onder de naam "EDE FM" en een televisieafdeling onder de naam "EDE TV".

### Evenementen
- Luchtlandingen Ginkelse Heide
- Pegasuswandeltocht
- Heideweek
- Heidemarkten
- Schaapscheerderfeest
- Pasar Malam
- Korenfestival
- Straatjutters kinderfestival
- Jaarlijks Street-Art Festival
- Orgelconcerten Oude Kerk
- Sunday Blues
- Fossielenbeurs
- Kinderspelweek Fantasieland
- Pop-up Festival
- Truckerdag 's Heeren Loo
- Statues by Night – living statues festival
- Wings of Freedom

## Sport
De twee grootste sportcomplexen in Ede zijn Peppelensteeg/Inschoten en Hoekelumse Eng. Op de eerste locatie zijn met name voetbalvelden, maar ook onder andere het zwembad de Peppel en de sporthal de Peppel gevestigd. Op de Hoekelumse Eng zijn een atletiekbaan en voetbal- en honkbalvelden. Andere belangrijke sportlocaties zijn de hockeyvelden aan de Bosrand in Ede-Noord en de Van der Knaaphal aan de Zandlaan in Ede-Zuid, waar eredivisievolleybal wordt gespeeld.
In 2019 werd het Nederlands kampioenschap wielrennen op de weg in Ede gehouden. In een ver verleden was Ede vaker het decor van dit evenement, namelijk van 1892 tot en met 1896 en later nog in 1910.

### Sportclubs
In Ede bestaat op sportgebied een verenigingsleven dat varieert van voetbal- en tennisclubs tot badminton- en postduivenverenigingen. Daarvan worden de volgende op Wikipedia apart besproken:
Peppelensteeg
- VV Blauw Geel '55 (voetbal)
- Edesche Boys (voetbal)
- Polar Bears (synchroonzwemmen en waterpolo)
- De Vrije Slag (Zwemvereniging)

Inschoten
- DTS Ede (voetbal)
- Edese IJsvereniging (schaatsen)
- CKV Reehorst '45 (korfbal)
- TTV Ede (tafeltennis)

Hoekelumse Eng
- FC Jeugd '90 (voetbal)
- KSV Fortissimo (voetbal)
- VV Ede/Victoria (voetbal)
- CAV Climax (atletiek)
- BSV Moorfielders (honk- en softbal)

Reehorst
- ZVV Ede (zaalvoetbal)
- TweeVV (volleybal)

Bosrand
- MHC Ede (hockey)

## Trivia
- Ede is een Millennium Gemeente.
- Sinds mei 2013 is Ede een Fairtrade Gemeente.

Ede-Oost · Ede-West · Ede-Zuid · Kernhem · Maandereng · Rietkampen · Veldhuizen
Hoofdplaats: Ede       Dorpen: Bennekom · Ederveen · Harskamp · Hoenderloo (deels) · De Klomp · Lunteren · Otterlo · Wekerom

Buurtschappen: Deelen · Doesburgerbuurt · Driesprong · Eschoten · De Ginkel · Hoekelum · Hoog Baarlo · De Kade · De Kraats · Manen · Meulunteren · Mossel · Nederwoud · Nergena · Nieuw-Reemst · (Oostdorp) · Oud-Reemst · Overwoud · Roekel · De Valk · Walderveen · Westeneng

Gelderland: Steden en dorpen in Gelderland      Nederland: Provincies · Gemeenten